# Théâtre gallo-romain de Thénac
Le théâtre gallo-romain des Arènes est un théâtre antique à arène situé à Thénac, dans le département français de la Charente-Maritime en région Nouvelle-Aquitaine.
Il fait partie d'un sanctuaire rural antique comprenant au moins des thermes et une source. Sans doute construit sous le règne de Néron et abandonné au IIIe siècle, ses vestiges sont classées au titre des monuments historiques en 1990.
Large d'au moins 84 m, il doit son architecture particulière à la présence de contreforts internes délimitant des caissons qui renforcent sa structure et lui permettent de résister à la poussée des remblais qui le remplissent partiellement.

## Historique
Le théâtre fait partie d'un sanctuaire rural situé à 5 km au sud de Saintes (Mediolanum Santonum), entre deux voies antiques qui reliaient cette ville à Bordeaux (Burdigala), qui comprend également une source et des thermes. Le site du théâtre est déjà occupé à l'époque néolithique (culture de Peu-Richard).
Le monument semble être construit à l'époque de Néron, par comparaison de son architecture avec celle de monuments analogues bien datés. Il semble être moins utilisé à partir de la fin du IIe siècle mais reste en service au moins jusqu'au troisième quart du IIIe siècle. Après son abandon, il sert de carrière de pierre.
Il est partiellement fouillé en en 1825-1828 par René Eschassériaux dont les travaux ne sont publiés qu'en 1880-1881 par son petit-fils Eugène qui les complète,. De nouvelles fouilles ont lieu à la fin des années 1960 sous la conduite de Robert Baleynaud. En 1990, les maçonneries affleurantes sont nettoyées et des sondages entrepris par Aimé Bocquet alors que les vestiges du monument sont classés au titre des monuments historiques par arrêté du 18 décembre 1990. D'autres investigations ont lieu en 1994 mais aucun compte-rendu complet n'est publié. Ces interventions ont lieu dans le cadre d'un aménagement paysager visant autant à mettre en valeur les vestiges du monument qu'à les protéger. Le théâtre est la propriété de la commune depuis l'an 2000 après avoir appartenu à l'État pendant 14 ans.

## Architecture
Le monument, de type théâtre à arène, possède une cavea tournée vers l'est et qui mesure au moins 84 m de diamètre pour une large orchestra en forme de demi-cercle légèrement outrepassé  de 46,20 m de large. Il  est construit en petit appareil de calcaire campanien local sur un terrain plat mais son orchestra et la partie basse de sa cavea reposent directement sur le substrat calcaire affleurant légèrement creusé.
Le mur périmétral de la cavea est renforcé par des contreforts semi-cylindriques tournés vers l'intérieur pour s'opposer à la poussée des terres utilisées en remblai dans le haut du monument, dispositif également rencontré à Augst ou Vieux-la-Romaine. Cinq vomitoires rayonnants pénètrent jusqu'à mi-hauteur de la cavea — peut-être au niveau où les structures maçonnées cèdent la place au sol naturel — qu'ils divisent ainsi en six secteurs ou cunei ; ils sont eux aussi pourvus de contreforts et leur entrée, au niveau du mur périphérique, est marquée par des pilastres constituant une décoration sobre. Toutes ces structures en maçonnerie supportaient probablement des gradins de bois et une galerie, également en bois, surmontait peut-être le mur périphérique. Au contact de l'orchestra, deux rangées de places semblent plus spécialement prévues pour accueillir des dignitaires.
En l'absence de fouilles complètes dans cette partie du théâtre, l'existence d'un bâtiment de scène n'est pas assurée. S'il a existé, il était sans doute construit en bois ; il est également possible que la nature des spectacles proposés ait rendu inutile la présence d'un bâtiment de scène, au profit d'une grande orchestra mieux adaptée ; de nombreux clous ont cependant été retrouvés sur le site. Les plus récentes investigations montrent toutefois la présence d'un mur de scène entièrement maçonné, longé par deux couloirs permettant d'accéder à l'orchestra.

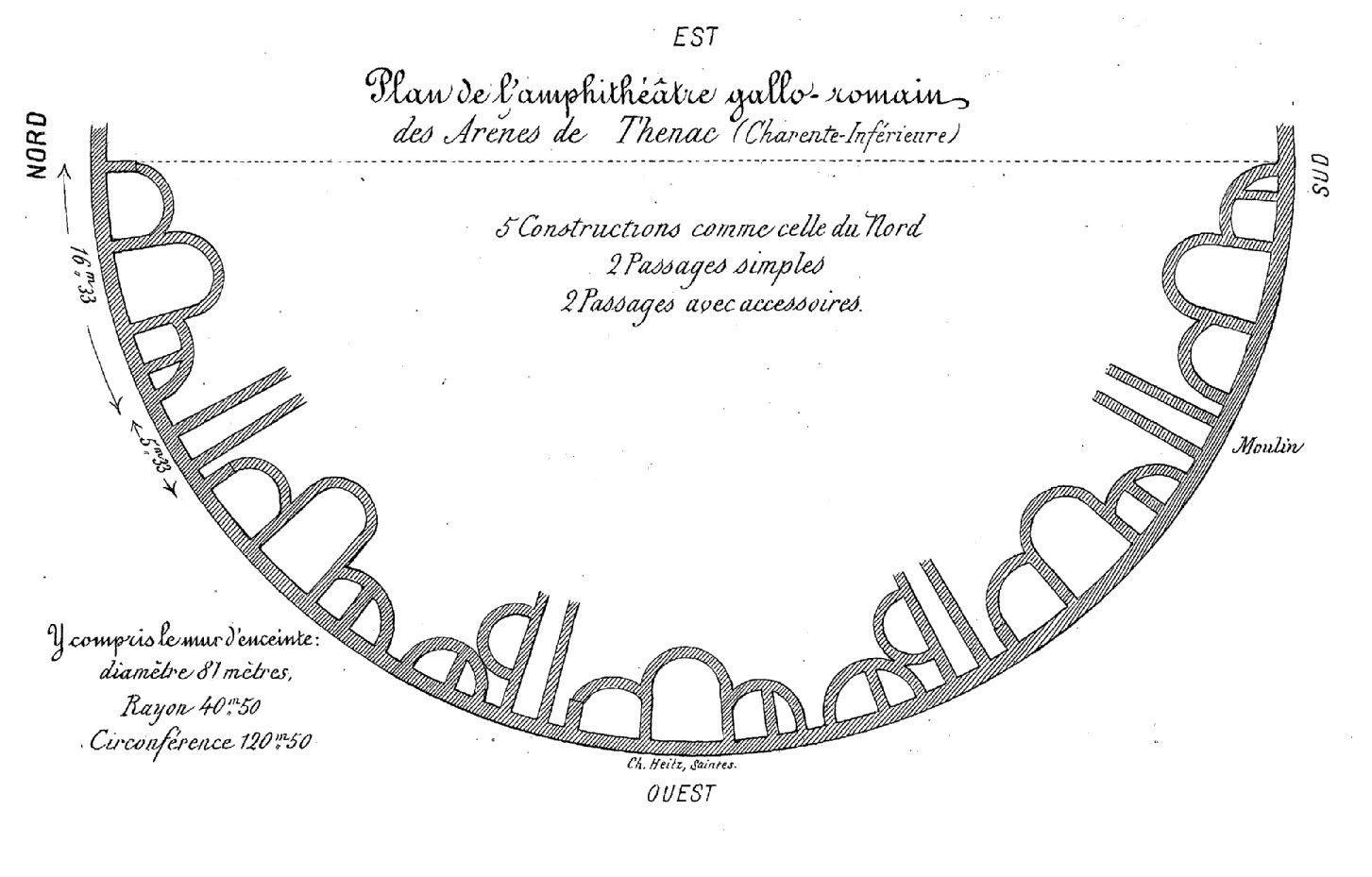
Plan de René Eschassériaux.
Restitution actualisée du plan.
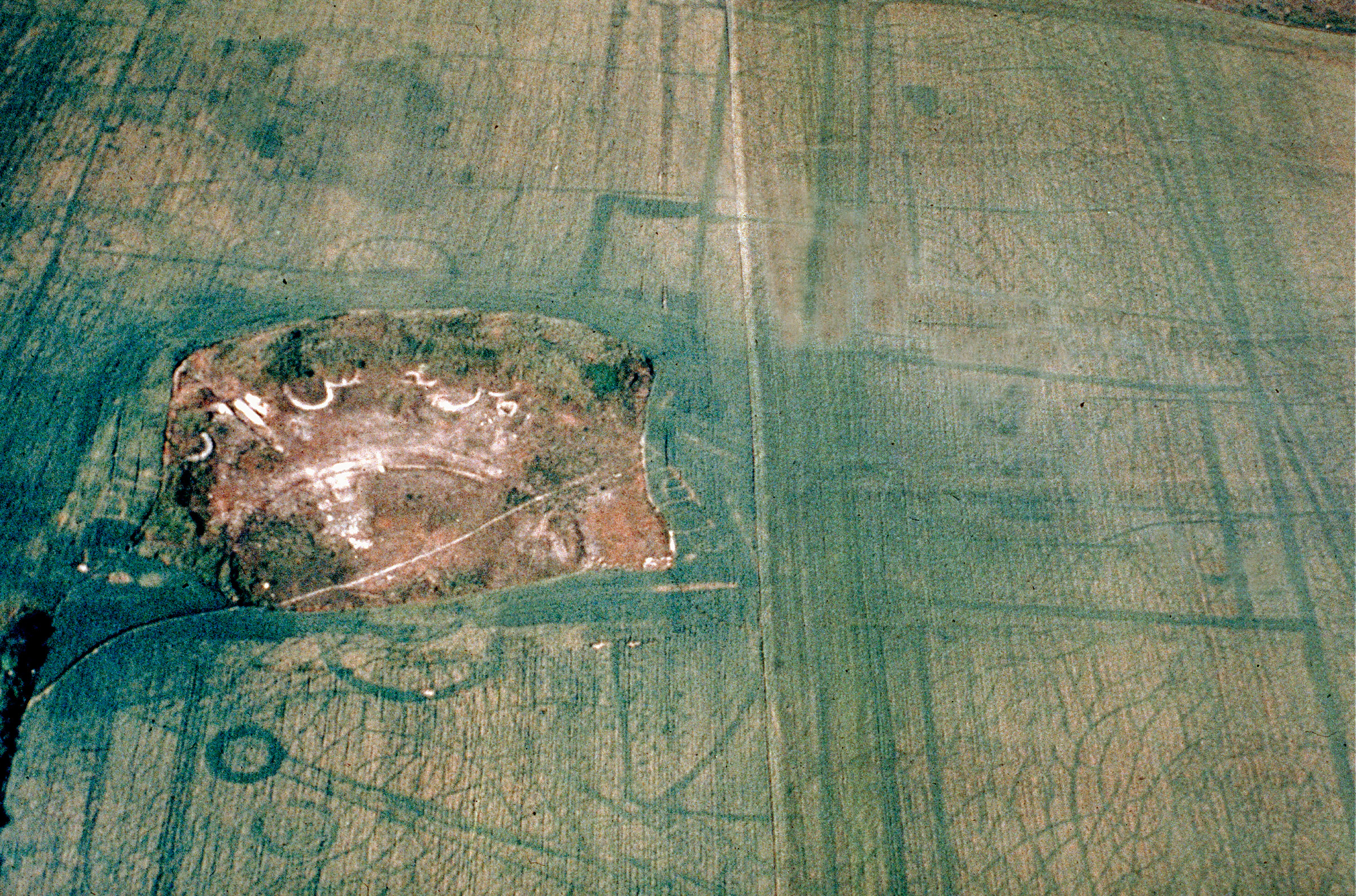
Vue aérienne depuis l'est.
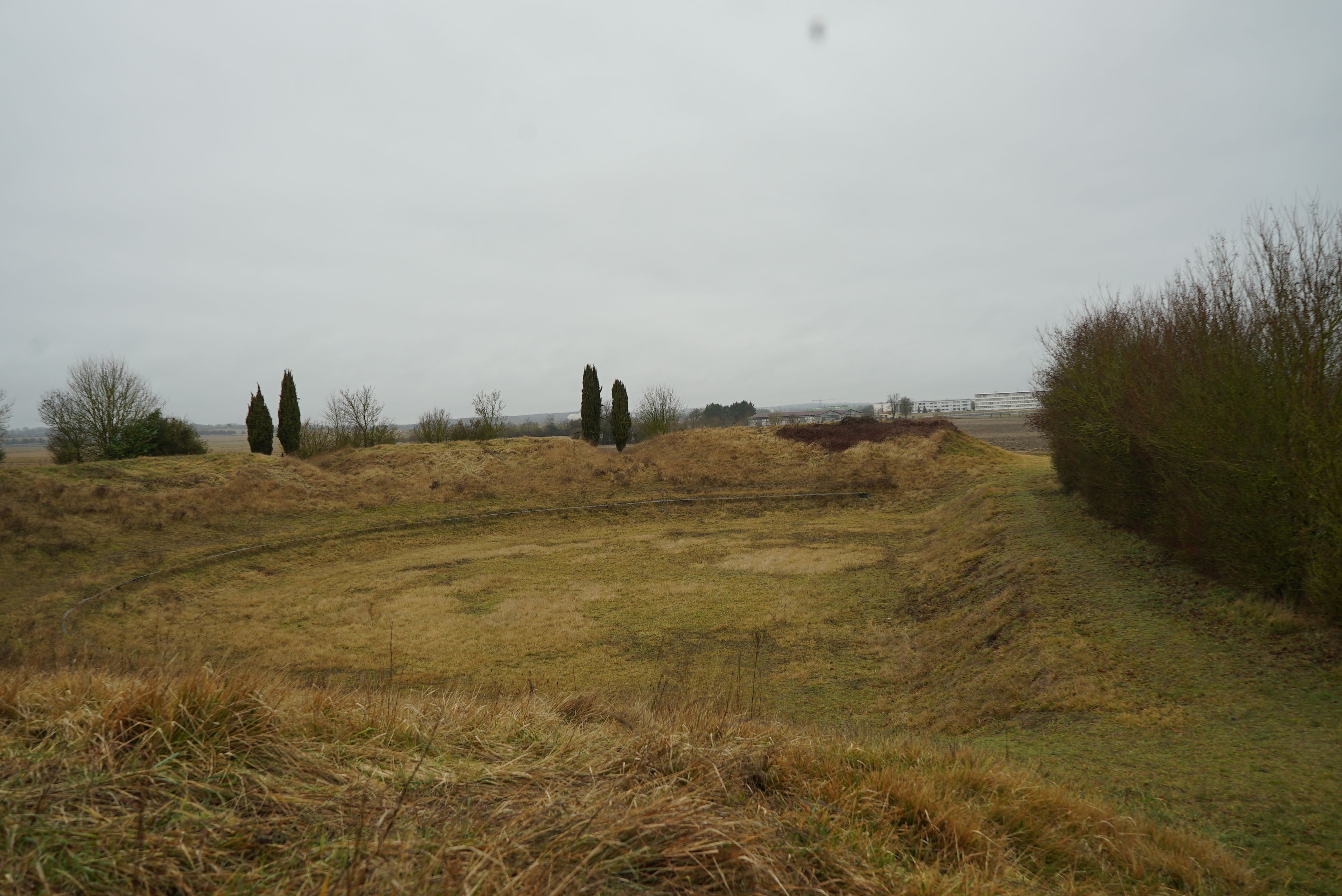
Vue latérale depuis le sud.